# V379 Девы
V379 Девы (лат. V379 Virginis) — новоподобная, двойная катаклизмическая переменная звезда (NL) или поляр, переменная звезда типа AM Геркулеса (AM) в созвездии Девы на расстоянии приблизительно 417 световых лет (около 128 парсек) от Солнца. Звёздная величина диапазона красного (R) звезды — от +18m до +17,9m. Орбитальный период — около 0,06132 суток (1,4717 часа).
Открыта Гэри Д. Шмидтом и др. в 2003 году*.

## Характеристики
Первый компонент — аккрецирующий белый карлик спектрального класса DA. Масса — около 0,612 солнечной, светимость — около 0,00176 солнечной. Эффективная температура — около 10497 K.
Второй компонент — коричневый карлик спектрального класса L5-L8, или L8, или L8-T1.